# Гагга
ਗ [gaggaː] (в.-пандж. ਗੱਗਾ), гугга (хинди गुग्गा) — двенадцатая буква алфавита гурмукхи, которая обозначает:
- Звонкий велярный взрывной согласный /g/ (на конце слова, в сочетании с символами для обозначения гласных)

Примеры:
ਅੰਗੂਰ [anguːr] — виноград
- сочетание этого согласного (/g/) с кратким гласным /a/ (при отсутствии других символов для обозначения гласных)

Примеры:
ਗਰਮੀ [garmiː] — лето, жара